# Digitalni ugljik
Digitalni ugljik (eng. Altered carbon) je znanstvenofantastični roman britanskog pisca Richarda Morgana, čija se radnja odvija u vremenu nakon cyberpunka, a koje se ističe mogućnošću pohranjivanja identiteta osobe digitalnim putem (što omogućava utakanje, tj. oživljavanje bilo preminulih bilo poginulih ljudi).
Nastavci knjige su Broken angels i Woken furies.

## Radnja
Sve ono što čovjeka čini pojedincem može se snimiti, pohraniti, ponovno pročitati i upisati u kapsulu koju svaki čovjek dvadeset šestog stoljeća nosi usađenu u donji dio lubanje, što je prilično jednako pojmu besmrtnosti. Barem za bogate koji mogu klonirati svoja tijela ili kupiti neku bolju verziju od one koju trenutačno nose. Ujedinjeni narodi vladaju novim kolonijama putem posebno obučenih jedinica, takozvanih Poslanika, ratnika čije ličnosti ne smeta ni često mijenjanje tijela ni povremena smrt. Takvi odredi provode ponekad dvojbenu politiku „majčice Zemlje”.
Takeshi Kovacs je Poslanik-dezerter, koji zaleđene svijesti trenutačno izdržava kaznu zbog počinjene pljačke. Cijenu preostalih 117 godina zatvora otkupio je milijarder Lawrence Bancroft ne bi li riješio misterij vlastita samoubojstva. Nakon što je oživljen u novom tijelu, s posljednjom pohranjenom verzijom svoje ličnosti ustanovio je da mu nedostaje 48 sati sjećanja. Što se dogodilo u tih 48 sati da je jednog od najmoćnijih ljudi na Zemlji natjeralo da sebi oduzme život – to treba otkriti Takeshi Kovacs, useljen u tijelo policajca osuđenog zbog korupcije. Ako uspije preživjeti istragu i otkriti istinu, Takeshi će biti pomilovan, a ako ne, poslan natrag u led.
Svijet budućnosti u Digitalnom ugljiku Richarda Morgana okrutna je ekstrapolacija globalizacije, ali u osnovi to je klasičan noir krimić. Roman je na hrvatski preveo Neven Dužanec, a ilustracija na naslovnici je od Igora Kordeja u izdanju Algoritma. 

## Nagrade
- Godine 2003. Digitalni ugljik je u kategoriji najbolja novela osvojio Nagradu Philip K. Dick.

 Napomena: Ovaj tekst ili jedan njegov dio preuzet je s internetskih stranica SFere ili SFeraKona. Vidi dopusnicu za Wikipediju na hrvatskome jeziku.